# Associazione Calcio Ospitaletto 1990-1991
Questa voce raccoglie le informazioni riguardanti l'Associazione Calcio Ospitaletto nelle competizioni ufficiali della stagione 1990-1991.

## Rosa
| N. |                   | Ruolo | Calciatore           |
| -- | ----------------- | ----- | -------------------- |
|    | Italia (bandiera) | D     | Giorgio Ballini      |
|    | Italia (bandiera) | D     | Giuseppe Baronchelli |
|    | Italia (bandiera) | P     | Alessandro Bolpagni  |
|    | Italia (bandiera) | C     | Paolo Bonfadini      |
|    | Italia (bandiera) | C     | Maurizio Cadei       |
|    | Italia (bandiera) | P     | Marco Cerioni        |
|    | Italia (bandiera) |       | Comini               |
|    | Italia (bandiera) | A     | Corrado Cortesi      |
|    | Italia (bandiera) | A     | Marco Criscuoli      |
|    | Italia (bandiera) | C     | Omar Danesi          |
|    | Italia (bandiera) | C     | Maurizio Gilardi     |

| N. |                   | Ruolo | Calciatore           |
| -- | ----------------- | ----- | -------------------- |
|    | Italia (bandiera) | D     | Nicola Marangon      |
|    | Italia (bandiera) | C     | Mauro Marmaglio      |
|    | Italia (bandiera) | D     | Romano Maurino       |
|    | Italia (bandiera) | C     | Massimo Mazzucchelli |
|    | Italia (bandiera) | D     | Stefano Meneghel     |
|    | Italia (bandiera) | C     | Danilo Neri          |
|    | Italia (bandiera) | C     | Gianpaolo Olivari    |
|    | Italia (bandiera) | A     | Luca Rainieri        |
|    | Italia (bandiera) | C     | Alessandro Romei     |
|    | Italia (bandiera) | C     | Marco Schenardi      |
|    | Italia (bandiera) | D     | Roberto Torchio      |